# Stryżawka
Stryżawka (ukr. Стрижавка, hist. pol. Strzyżawka) – osiedle typu miejskiego na Ukrainie w rejonie winnickim obwodu winnickiego, historycznie na Podolu.
Stryżawka leży 10 km na północ od Winnicy, nad rzeką Boh.

## Historia

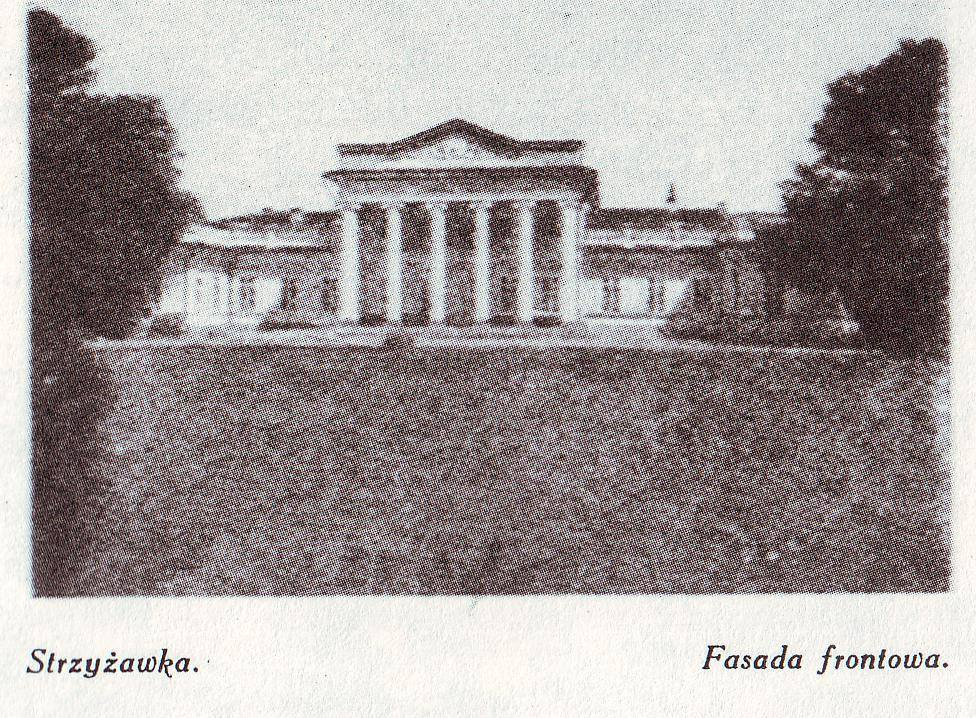
Niezachowany pałac Grocholskich

Historia Strzyżawki sięga XVI wieku. Przynależała administracyjnie do województwa bracławskiego prowincji małopolskiej Królestwa Polskiego. Prawa miejskie otrzymała w XVIII wieku. Należała do Potockich i  Grocholskich. Po II rozbiorze Polski (1793) siedziba gminy Strzyżawka w powiecie winnickim guberni podolskiej w zaborze rosyjskim.
Grocholscy wznieśli tu niezachowany pałac w stylu klasycystycznym oraz zachowany kościół katolicki pw. Matki Boskiej Bolesnej. Urodzili się tu przedstawiciele rodu:
- Adam Remigiusz Grocholski – pułkownik dyplomowany kawalerii Wojska Polskiego, kawaler Orderu Virtuti Militari
- Ksawery Grocholski ps. „Leonard” – polski hrabia, żołnierz WiN.

Podczas okupacji hitlerowskiej, w lecie 1941 roku Niemcy utworzyli getto dla żydowskich mieszkańców. Przebywało w nim około 250 osób. 12 stycznia 1942 roku Niemcy zlikwidowali getto, a Żydów zamordowali. Sprawcami zbrodni było Geheime Feldpolizei, Ordnungspolizei oraz ukraińska policja. 
W 1989 Stryżawka liczyła 8424 mieszkańców, a w 2013 – 9046 mieszkańców.

## Pałac
- parterowy pałac wybudowany w latach 1808–1811 w stylu klasycystycznym przez Mikołaja Grocholskiego spalony w 1918 r.[5]. Od frontu portyk z sześcioma kolumnami podtrzymującymi  trójkątny fronton. Od strony Bohu również portyk z kolumnami podtrzymującymi tympanon[6].